# SN 1983N
SN 1983N – supernowa typu Ib odkryta 15 lipca 1983 roku w galaktyce NGC 5236. W momencie odkrycia miała maksymalną jasność 11,70m.